# Dublin FC
Dublin FC  was een voetbalclub uit Montevideo, Uruguay. De club speelde tussen 1908 en 1923 dertien seizoenen in de hoogste klasse. De vierde plaats, die de club drie keer haalde, was de beste notering. Na de degradatie in 1923 werd de club ontbonden. 